# Argia serva
Argia serva là một loài chuồn chuồn kim trong họ Coenagrionidae.
Argia serva is in 1865 voor het eerst wetenschappelijk beschreven door Hagen in Selys.